# Ryszard Antkowiak
Ryszard Antkowiak (ur. 9 lipca 1930 w Nadwórnej, zm. 18 listopada 1994) – polski kajakarz, sześciokrotny mistrz Polski w wioślarstwie. 
Po wojnie przeprowadził się do Lądka-Zdroju. W 1950 zdał maturę w Liceum Ogólnokształcącym w Kłodzku. 
W 1953 ukończył Wyższą Szkołę Wychowania Fizycznego we Wrocławiu. Jego trenerem był Zbigniew Schwarzer. Był zawodnikiem AZS Wrocław. Jako trener kadry narodowej wychował zawodników zdobywających tytuły olimpijskie, tytuły Mistrzów Europy i świata, m.in. Jana Frączka (IO 1972), Wojciecha Kudlika (IO 1972), Marka Łbika (IO 1980, 1988, mistrz świata), Jerzego Stanucha (IO 1972), Ryszarda Serugę (IO 1972).
Jeszcze na studiach rozpoczął pracę naukowo-dydaktyczną w WSWF we Wrocławiu. W 1968 uzyskał stopień doktora na podstawie dysertacji „Budowa morfologiczna kajakarzy polskich z uwzględnieniem rozwoju kajakarstwa”. W 1991 przeszedł na emeryturę. Działacz Polskiego Związku Kajakowego.
Odznaczony Krzyżem Kawalerskim Orderu Odrodzenia Polski oraz odznaką „Zasłużony Mistrz Sportu”.
Syn Anny z d. Kunicka. Brat Zygmunta Antkowiaka. Żonaty z Barbarą.
Został pochowany na Cmentarzu Świętej Rodziny we Wrocławiu 13-4-14.